# Jeff Ware
Jeff Ware (né le 19 mai 1977 à Toronto, Ontario au Canada) est un joueur professionnel canadien de hockey sur glace.

## Carrière de joueur
1er choix des Maple Leafs de Toronto en 1995, il commença sa carrière professionnelle à la fin de la saison 1995-96. Il retourna par contre une autre saison dans les juniors.
Les Leafs le considéraient comme un futur défenseur de premier plan, ce qu'il ne devint jamais. Sa carrière avec le club torontois se limita à 15 parties. Il fut échangé par la suite aux Panthers de la Floride et l'histoire se répéta, il n'y joua que quelques parties.
En mai 2001, il signa un contrat avec les Blue Jackets de Columbus, alors un club d'expansion. Il se présenta au camp inaugurale de ces derniers, mais ne parvint pas à se mériter un poste. Il rejoint alors le club-école de Columbus, le Crunch de Syracuse. Il y terminera sa carrière de hockeyeur après deux saisons avec le club.
Au niveau international, il remporte la médaille d'or avec l'équipe du  Canada lors du Championnat du monde junior de hockey sur glace de 1997.

## Statistiques
| Saison     | Équipe                    | Ligue          |    | Saison régulière | Saison régulière | Saison régulière | Saison régulière | Saison régulière |   | Séries éliminatoires | Séries éliminatoires | Séries éliminatoires | Séries éliminatoires | Séries éliminatoires |
| Saison     | Équipe                    | Ligue          | PJ | B                | A                | Pts              | Pun              | PJ               | B | A                    | Pts                  | Pun                  |                      |                      |
| 1993-1994  | Raiders de Wexford        | MTJHL          | 45 | 1                | 9                | 10               | 75               | -                | - | -                    | -                    | -                    |                      |                      |
| 1993-1994  | équipe Canada             | U-18           | 4  | 0                | 0                | 0                | 10               | -                | - | -                    | -                    | -                    |                      |                      |
| 1994-1995  | Generals d'Oshawa         | LHO            | 55 | 2                | 11               | 13               | 86               | 7                | 1 | 1                    | 2                    | 6                    |                      |                      |
| 1995-1996  | Generals d'Oshawa         | LHO            | 62 | 4                | 19               | 23               | 128              | 5                | 0 | 1                    | 1                    | 8                    |                      |                      |
| 1995-1996  | Maple Leafs de Saint-Jean | LAH            | 4  | 0                | 0                | 0                | 4                | 4                | 0 | 0                    | 0                    | 2                    |                      |                      |
| 1996-1997  | Generals d'Oshawa         | LHO            | 24 | 1                | 10               | 11               | 38               | 13               | 0 | 3                    | 3                    | 34                   |                      |                      |
| 1997       | Generals d'Oshawa         | Coupe Memorial | -  | -                | -                | -                | -                | 4                | 0 | 0                    | 0                    | 39                   |                      |                      |
| 1996-1997  | Maple Leafs de Toronto    | LNH            | 13 | 0                | 0                | 0                | 6                | -                | - | -                    | -                    | -                    |                      |                      |
| 1997-1998  | Maple Leafs de Saint-Jean | LAH            | 67 | 0                | 3                | 3                | 182              | 4                | 0 | 0                    | 0                    | 4                    |                      |                      |
| 1997-1998  | Maple Leafs de Toronto    | LNH            | 2  | 0                | 0                | 0                | 0                | -                | - | -                    | -                    | -                    |                      |                      |
| 1998-1999  | Maple Leafs de Saint-Jean | LAH            | 55 | 1                | 4                | 5                | 130              | -                | - | -                    | -                    | -                    |                      |                      |
| 1998-1999  | Beast de New Haven        | LAH            | 20 | 0                | 1                | 1                | 6                | -                | - | -                    | -                    | -                    |                      |                      |
| 1998-1999  | Panthers de la Floride    | LNH            | 6  | 0                | 1                | 1                | 6                | -                | - | -                    | -                    | -                    |                      |                      |
| 1999-2000  | Panthers de Louisville    | LAH            | 51 | 0                | 10               | 10               | 128              | 4                | 0 | 0                    | 0                    | 4                    |                      |                      |
| 2000-2001  | Crunch de Syracuse        | LAH            | 71 | 0                | 4                | 4                | 174              | 5                | 0 | 0                    | 0                    | 16                   |                      |                      |
| 2001-2002  | Crunch de Syracuse        | LAH            | 23 | 0                | 0                | 0                | 58               | -                | - | -                    | -                    | -                    |                      |                      |
| Totaux LNH | Totaux LNH                | Totaux LNH     | 21 | 0                | 1                | 1                | 12               | -                | - | -                    | -                    | -                    |                      |                      |

### Statistiques en équipe nationale
| Année | Équipe | Compétition                 |   | PJ | B | A | Pts | Pun           |  | Résultat |
| 1997  | Canada | Championnat du monde junior | 7 | 0  | 0 | 0 | 6   | Médaille d'or |  |          |

## Transactions en carrière
- 17 février 1999: échangé aux Panthers de la Floride par les Maple Leafs de Toronto en retour de David Nemirovsky.
- 31 mai 2001: signe un contrat comme agent-libre avec les Blue Jackets de Columbus.